# Jean Avellaneda
Jean Avellaneda est un footballeur et entraîneur français né le 11 octobre 1915 à Sidi Bel Abbès et mort le 1er décembre 1987 à Perpignan.

## Biographie
Il évolue comme milieu de terrain à Bordeaux, Nîmes et Marseille. 
Il fait ensuite une carrière d'entraîneur à Perpignan, Strasbourg, Besançon et au Red Star.